# Marie Vernet
Marie Vernet, née en août 1825 et morte le 7 août 1898, est une personnalité du monde de la mode. Épouse du couturier Charles Frederick Worth, avec qui elle a collaboré, elle est considérée comme l'une des premières, voire la première, mannequin professionnelle de l'histoire.

## Biographie
Marie Augustine Vernet est née le 26 août 1825 à Clermont-Ferrand, rue Saint-Joseph. 
Elle rencontre Charles Frederick Worth à Paris, à la maison de textiles Gagelin, où il est commis et elle vendeuse.
Le couple se marie le 21 juin 1851 à Paris,.
Ils ont deux enfants :
- Gaston Worth (13 novembre 1853, Paris-14 avril 1924, Rueil-Malmaison), qui reprend la maison de haute couture à la mort de son père ;
- Jean-Philippe Worth (1856-1926).

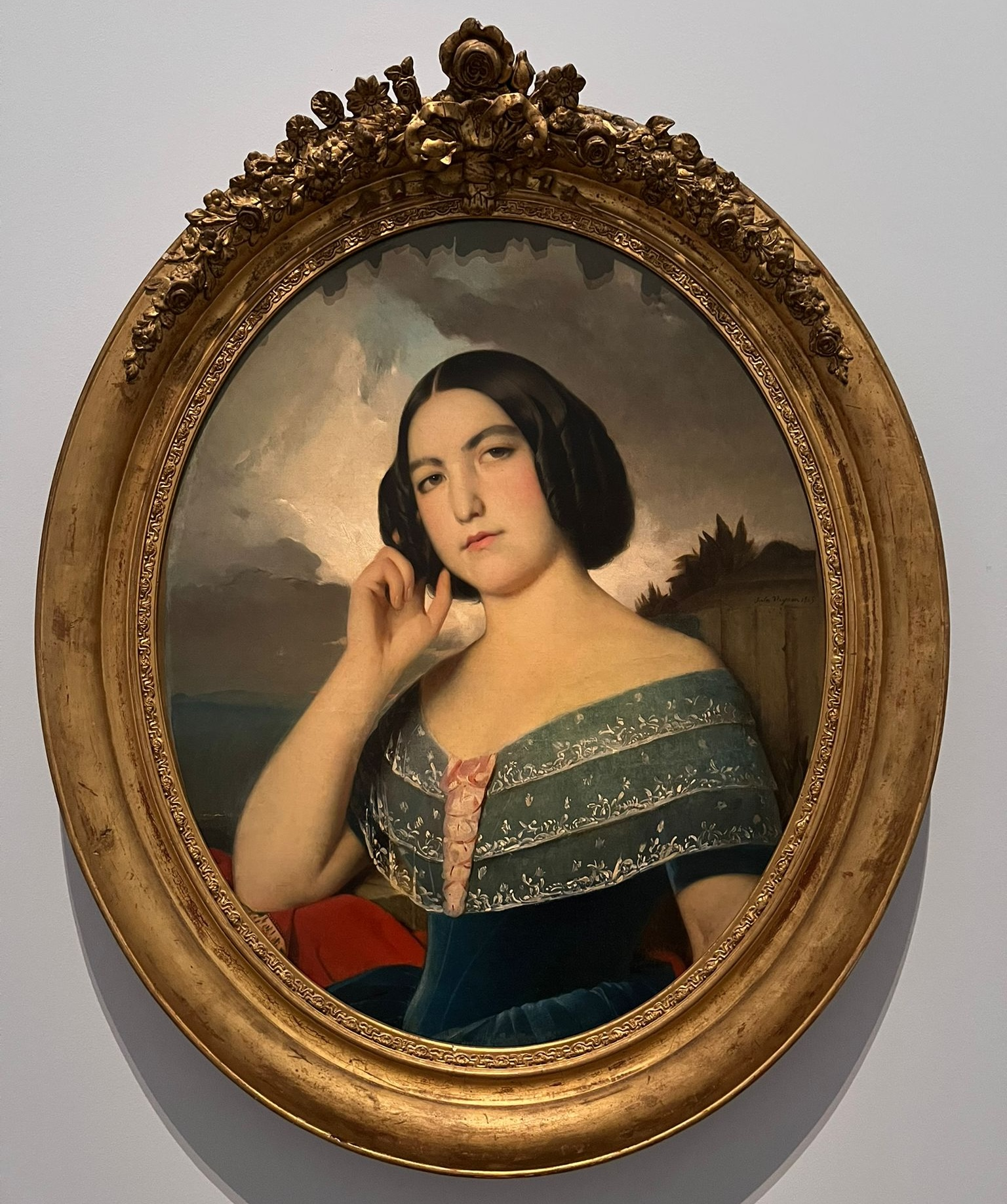
Portrait en médaillon, 1845. Collection privée.

Charles Frederick Worth transforme le métier de couturier : alors que jusque-là les clients achetaient en boutique seulement le tissu, assemblé ensuite par le couturier jusqu'à l'essayage à domicile, Worth dessine directement chez Gagelin ses créations, portées par Marie Vernet, ce qui la conduit à être présentée comme la première mannequin de l'histoire de la mode. Leur fils Jean-Philippe raconte : « Au début elle fut l’inspiratrice de mon père et à la fin la célébrité de la boutique. Aucune cliente ne l’a jamais traitée comme un “fournisseur”, beaucoup, enchantées par sa grâce et son charme, prétendant être son amie ».
Charles Frederick Worth crée sa propre marque en 1858. Il lance des collections organisées par saisons, auxquelles son épouse collabore.
Marie Vernet porte les créations dessinées par son époux dans la vie mondaine (à Paris ou dans leur vaste propriété de Suresnes, à l'Ouest de Paris, 43 rue du Mont-Valérien) et forme les vendeuses de la maison de couture.
À partir de 1865, Marie Vernet prend ses distances avec le milieu de la mode pour raisons de santé. Elle meurt le 7 août 1898 à Suresnes, trois ans après son mari, après avoir contracté une grave bronchite. Elle est enterrée avec son époux au cimetière Carnot de Suresnes.
La maison Worth (haute couture, prêt-à-porter et parfumerie) ferme en 1956.